# Blauer Engel

Logotipo

O Blaue Engel ("Anjo Azul") é um certificado alemão para produtos e serviços que têm aspectos ecologicamente corretos.
É concedido desde 1978 pelo Jury Umweltzeichen, um grupo de 13 membros de grupos ambientalistas e de defesa do consumidor, indústria, sindicatos, comércio, mídia e igrejas.
O Blaue Engel é o selo de verificação ecológico mais antigo do mundo e abrange cerca de 10 000 produtos em cerca de 80 categorias de produtos.
Após a introdução do Blaue Engel da Alemanha em 1978 como o primeiro selo ambiental mundial, outros países europeus e não europeus seguiram o exemplo e introduziram seus próprios selos ambientais nacionais e supra-regionais. O objetivo comum desses selos é informar os consumidores sobre produtos ecologicamente corretos, dando assim suporte global à proteção ambiental relacionada ao produto.
Em 1994, alguns países cooperaram no desenvolvimento da Global Ecolabelling Network (GEN) - um grupo de interesse sem fins lucrativos composto por organizações de selos ecológicos em todo o mundo.